# Klassische Reitlehre
Die Klassische Reitlehre bildet eine pferdegerechte Grundlage der Reitausbildung im klassischen Sinne und basiert auf der Reitvorschrift (H.Dv.12).  Im Jahr 2023 wurde die klassische deutsche Reitlehre in das bundesweite Verzeichnis des Immateriellen Kulturerbes aufgenommen.

## Geschichte
Die Reitvorschrift gibt es in den Ausgaben 1912, 1926 und 1937. Es existiert außerdem eine Ausgabe von 1934 als Entwurf. Die Reitvorschrift war eine Anleitung für Offiziere. Sie ist als Vorschrift zu verstehen und ist keine ausführliche Reitlehre. Zur besseren Verständlichkeit für die heutige Zeit wurde in den letzten Jahren die Reitvorschrift durch einige Autoren ausführlicher erläutert. Gerd Heuschmann und Kurd Albrecht von Ziegner haben in ihrem Buch «Die kommentierte H.DV.12: Das Regelwerk der Reitkultur neu erklärt» die Reitvorschrift erläutert. Bianca Rieskamp und Gert Schwabl von Gordon haben in ihrem Buch «Die klassische Reitlehre in der Praxis gemäß der H.Dv.12» die gesamte Ausbildung gemäß der Reitvorschrift von 1926 systematisch aufgearbeitet.
Die Ausgabe der Reitvorschrift von 1926 ist die umfassendste Ausgabe, weil diese, unbeeinträchtigt von Kriegszeiten und damit verbundenen zeitlichen Einschränkungen in der Pferde- und Reiterausbildung entstand und über die Remonten- und Campagnearbeit hinaus Lektionen bis zur hohen Schule behandelt. Die Reitvorschrift bildet die Essenz aller bis zu diesem Zeitpunkt gemachten wissenschaftlichen Erkenntnisse und gesammelten Erfahrungen aus den verschiedensten Möglichkeiten der Pferdeausbildung.
Die klassische Reitlehre fand ihren sportlichen Höhepunkt in den Olympischen Spielen 1936, wo die deutschen Reiter alle Goldmedaillen in allen Disziplinen gewannen. Bedingt durch den Zweiten Weltkrieg fand der Pferdesport ein jähes Ende. Nach dem Krieg fehlte die Struktur im Reitsport und musste erst wieder aufgebaut werden. Das Kontingent an klassischen Reitausbildern war kriegsbedingt kleiner geworden. Die Richtlinien Reiten der Deutschen Reiterlichen Vereinigung basieren auf der Grundlage der Reitvorschrift von 1937. Bezüglich einiger Begrifflichkeiten weichen die Richtlinien vom ursprünglichen Inhalt der Reitvorschrift ab.

## Grundsätze
Die klassische Reitlehre strebt an, sich immer nach der Natur des Pferdes zu richten. Das Ziel ist ein Pferd, welches lange gesund bleibt und durchlässig ist, das heißt, sofort auf die feinsten Hilfen des Reiters reagiert. Das bezieht sich nicht nur auf das Reiten in der Bahn, sondern ausdrücklich auch im Gelände.
Die Ausbildung gemäß der klassischen Reitlehre gilt als besonders pferdefreundlich und schonend. Dies erreicht sie unter anderem durch eine logisch aufgebaute Gymnastizierung des Pferdes. Dieses System findet in der sogenannten «Skala der Ausbildung» ihren Ursprung. Dabei steht am Anfang die Gewöhnungsphase mit den Punkten des Taktes und der Losgelassenheit. Die Losgelassenheit ist besonderer Prüfstein des körperlichen und seelischen Wohlbefindens des Pferdes. Kennzeichen der Losgelassenheit sind unter anderem ein ruhig getragener, pendelnder Schweif als Zeichen des hergegebenen Rückens, das Abschnauben und ein zufriedener Gesichtsausdruck. Im Zuge auch der sozialen Akzeptanz des Reitsports in der Öffentlichkeit finden neue, ergänzende, wissenschaftliche Erkenntnisse wie das Schmerz-Ethogramm von Sue Dyson immer größere Berücksichtigung in der klassischen Reitlehre. Es gibt auch Forderungen, diese bei der Benotung und Bewertung von Turnierprüfungen zu berücksichtigen. Die zweite Phase der Ausbildung umfasst die Entwicklung der Schubkraft, unter denen die Punkte Anlehnung und Schwung zu finden sind. Die dritte Phase ist die Entwicklung der Tragkraft mit den Punkten Geraderichten und Versammlung.
Neben der Durchlässigkeit ist das erklärte Ziel die Reinheit der Gänge. Die Gänge sollen klar im Takt und ausdrucksvoll, aber natürlich und ohne Spannung sein. Gespannte Tritte sind in der klassischen Reitlehre nicht erwünscht und zählten schon zu Zeiten der Entwicklung der Reitvorschrift als Zirkusreiterei.
Besondere Berücksichtigung findet in der klassischen Reitlehre der Sitz. Ein geschmeidiger Sitz, der das Pferd nicht stört, bildet die Grundlage für eine feine Einwirkung. Dabei sind in den letzten Jahrzehnten zahlreiche zusätzliche Methoden und Materialien entwickelt worden, um den Reitersitz unter geänderten Umwelt- und Lebensbedingungen zu verbessern.

## Prinzipien
- „Mit der Forderung, daß das in der Ausbildung fortschreitende Pferd immer schöner werden soll, verbinden wir den Grundsatz, daß auch das S-Pferd auf Verlangen in jedem Moment die Losgelassenheit und die Haltung der jungen Remonte wieder einnehmen können muß. Nur dieser Standpunkt bewahrt den Reiter davor, die höchste Versammlung in Krampf ausarten zu lassen. Kann ein S-Pferd in jedem Momente den Remonte-Typ verkörpern, so hat es die richtige Dressurgrundlage, welche aber auch nur wieder derjenige Dressurrichter erkennt, welcher in das Wesen der Zusammenhänge in der Dressurausbildung völlig eingedrungen ist und hindurchsieht durch das, was ihm gezeigt wird.“[4]

- „Die wichtigste (Lehre) davon ist Walzers Mahnung, die Leistung im Gelände als den einzig gültigen und unbestechlichen Wertmesser der Bahndressur im Auge zu behalten.“[5]

- Die Gewichts- und Schenkelhilfen stehen vor den Zügelhilfen.

- Das Pferd soll die Reiterhand suchen und die Haltung entsteht von selbst.

- Das Genick ist in der Zusammenstellung der höchste Punkt, die Stirn-Nasenlinie darf nicht hinter der Senkrechten sein.

- Die Fehler sind immer beim Reiter zu suchen, nicht beim Pferd.

- Das Pferd bekommt so viel Zeit in der Ausbildung wie es benötigt.

- Der klassische Reiter begegnet dem Pferd mit Liebe, Demut und Bescheidenheit.

- „Belügt euch bei der Arbeit nicht selbst. Nicht derjenige, der für die eigen Fehler ständig Ausreden findet, sondern derjenige, der stets unbeirrt der wirklichen Leistung gegenübersteht und mit echter Passion und Liebe zum Pferd durchhält, kann nach langer mühevoller Arbeit dem angestrebten Ideal nahekommen. Jeder wirkliche Reiter weiß, dass des Lernens kein Ende ist, und gerade diese Erkenntnis ist es, die ihn für sein Leben an die Reitkunst fesselt.“[6]

- „Der Reiter lernt niemals aus. Die erfahrensten und erfolgreichsten Männer im Sattel sind sich darüber im Klaren, dass jedes Pferd neue Rätsel aufgibt und jeder Ritt zum Nachdenken veranlasst. Nur der Anfänger denkt oder sagt: «Ich kann reiten.» Es gibt auch Leute, die sagen: «Ich kann Klavier spielen», trotzdem erzeugen sie nur Misstöne und sollten lieber Holz hacken. Ähnlich ist es mit vielen Reitern.“[7]

Die Grundsätze klassischen Reitens gemäß der HdV12 und das damit verbundene pferdegerechte Ausbilden können darüber hinaus auch am Boden entwickelt werden, etwa über klassische Handarbeit und gymnastizierende Longenarbeit.
In Kombination mit dem gewachsenen Bewusstsein und neuen wissenschaftlichen Erkenntnissen über artgerechte Pferdehaltung, Kommunikation, Hufpflege und Fütterung, bietet sich eine gute Basis für eine Pferdeausbildung nach den Prinzipien der klassischen Reitlehre gemäß der H.Dv.12.

## Ansätze, welche der Klassischen Reitlehre widersprechen
Im Laufe der letzten Jahrzehnte sind immer wieder Methoden in der Pferdeausbildung aufgekommen, die der klassischen Reitlehre widersprechen. In der Regel handelt es sich dabei um Ansätze, die schon zu Zeiten der Entwicklung der Reitvorschrift ausprobiert und als nicht deren Zielen und Ansätzen entsprechend begründet verworfen wurden.

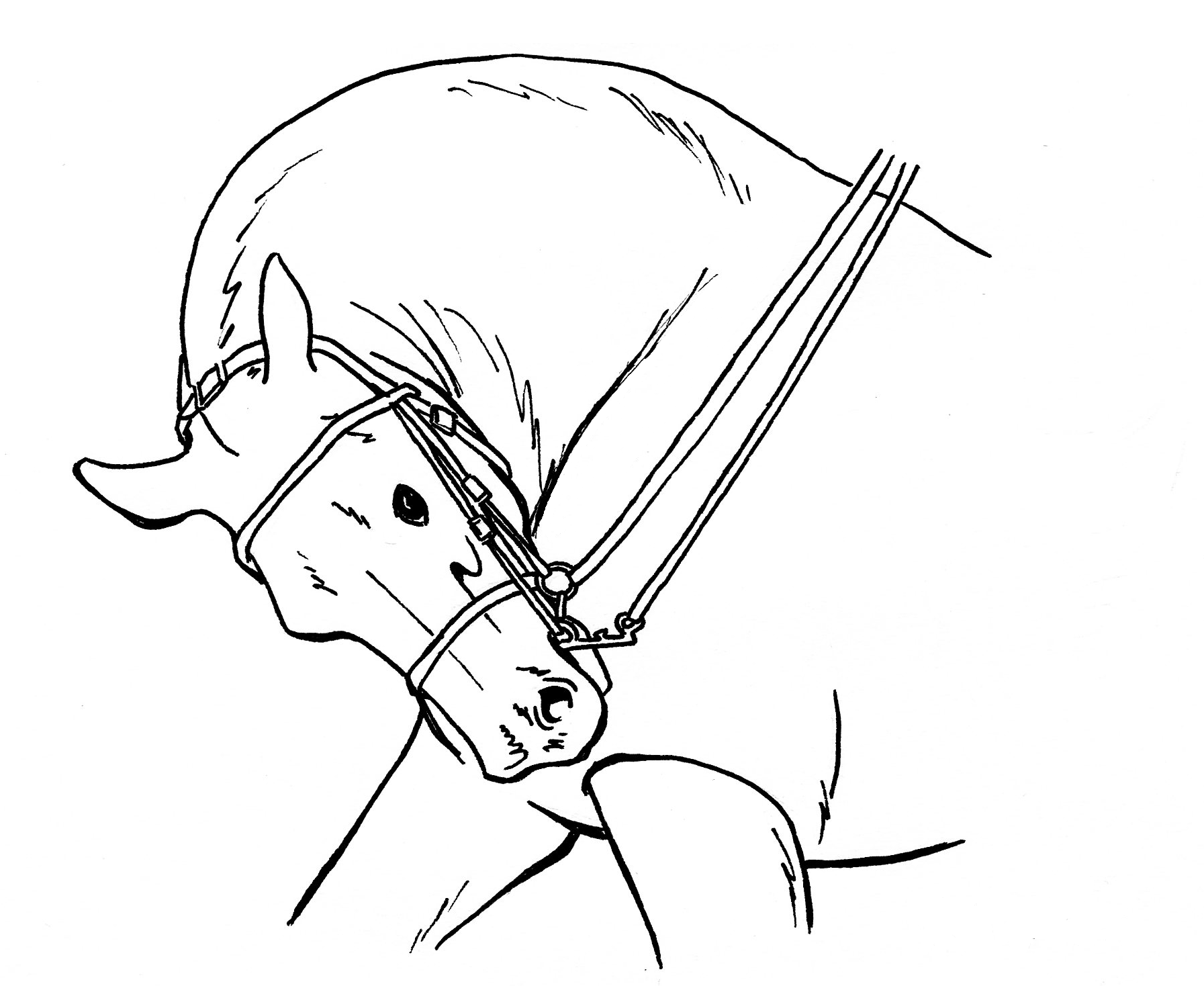
Rollkur

Dazu gehört die umstrittene „Rollkur“, auch low deep round genannt, ein absichtliches Überzäumen des Pferdes, um eine angeblich verbesserte Durchlässigkeit und ein Aufwölben des Pferderückens zu erreichen. Diese Methode wurde schon vom 1855 geborenen Ausbilder Paul Plinzner praktiziert und von Vertretern der klassischen Reitlehre wie Felix Bürkner öffentlich abgelehnt, weil diese Form des Reitens nicht den Prinzipien und Zielen der klassischen Reitlehre entspricht: «Die Dressur soll deshalb niemals ein Aufwölben, sondern eine Hergabe des Rückens erstreben, wie sie sich bei richtiger Aufrichtung von Hals und Kopf naturgemäß vollziehen wird. Die Aufrichtung muss selbstredend stets so maßvoll gefördert werden, dass die Wirbelbrücke hierdurch keine größere Senkung erfährt, als die das Eigengewicht des Rumpfes und das Gewicht des Reiters hervorrufen.»
Eine weitere immer wieder aufkommende Strömung von der klassischen Reitlehre ist das Aufrichten der Pferde mittels einer hohen Hand in eine absolute Aufrichtung. Diese Methode praktizierte auch James Fillis (* 1834). Diese Methode wurde ebenfalls als nicht klassisch abgelehnt und fand deswegen keine Aufnahme in die Reitvorschrift. Felix Bürkner hat das damit begründet, dass die Ausbildung der Pferde zu schnell erfolgte, nur für ideale Pferde möglich sei, die von Fillis praktizierte Zügelführung auf Kandare unter anderem beim Nachfassen der Zügel und einhändiger Zügelführung unfunktionell sei und die Pferde durch diese Form des Reitens kurz im Hals werden würden. «Die R.V. hat die goldene Mittelstraße zwischen Plinzners unbedingter Beizäumung am Zügel und Fillis absoluter Aufrichtung gewählt. Sie trägt jedem Pferde und jedem Durchschnittsreiter Rechnung, nimmt die Pferde wie sie sind und gestaltet sie durch ihren sorgsamen, Schwung und Durchlässigkeit von Genick, Rücken, Hinterhand erzielenden Ausbildungsgang zu immer kräftiger und schöner werdenden, alle Anforderungen erfüllenden Kampagnepferden.»